# فهرست وابسته‌های دیپلماتیک گینه

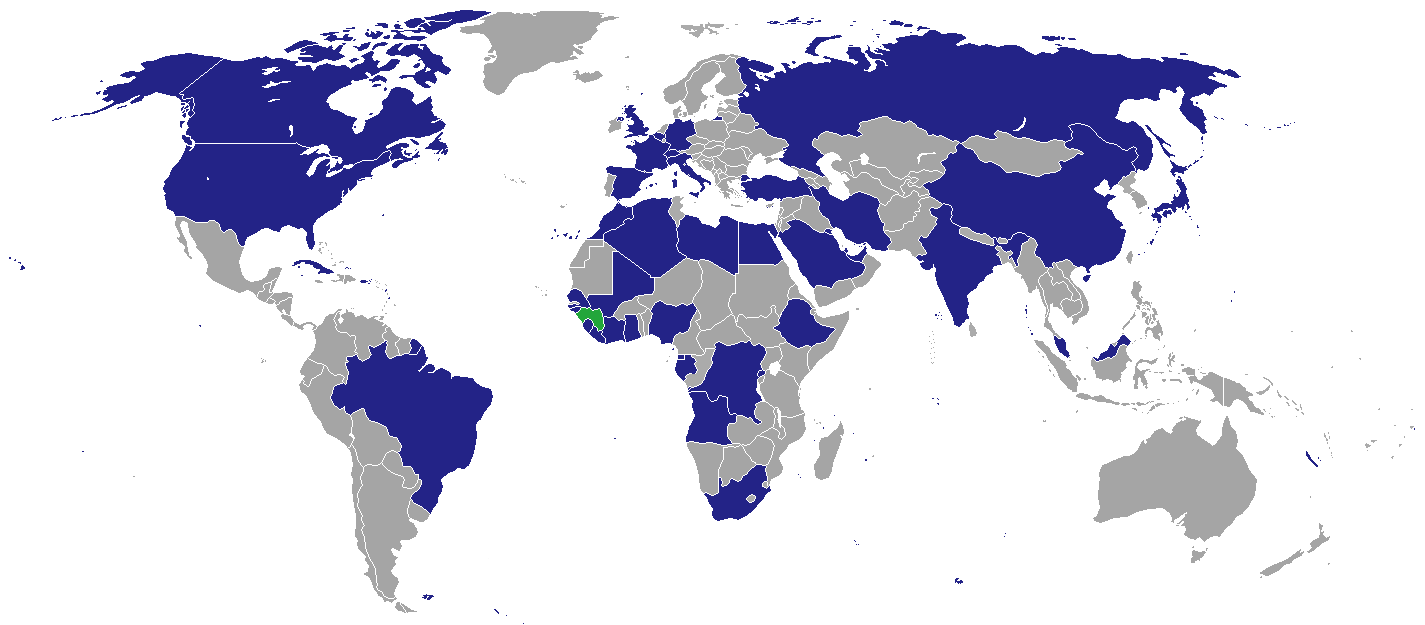
نقشهٔ وابسته‌های دیپلماتیک گینه

این مقاله شامل فهرست وابسته‌های دیپلماتیک گینه است، به استثنای کنسولگری‌های افتخاری. روابط گینه با سایر کشورها، از جمله با همسایگانش در آفریقای غربی، از سال ۱۹۸۵ به‌طور پیوسته بهبود یافته‌است. گینه روابط خود را با فرانسه، آلمان، و ساحل عاج در سال ۱۹۷۵، و با سنگال در سال ۱۹۷۸ برقرار کرد. گینه در تلاش برای یکپارچگی و همکاری منطقه‌ای، به ویژه در مورد سازمان وحدت آفریقا و سازمان اقتصادی کشورهای غرب آفریقا فعال بوده‌است. گینه نقش خود را در انواع سازمان‌های بین‌المللی جدی می‌گیرد و در مذاکرات و تصمیم‌گیری‌های آنها شرکت می‌کند.

## آفریقا
- الجزایر
  - الجزیره (سفارت)
- آنگولا
  - لوآندا (سفارت)
- جمهوری دموکراتیک کنگو
  - کینشاسا (سفارت)
- مصر
  - قاهره (سفارت)
- گینه استوایی
  - مالابو (سفارت)
- اتیوپی
  - آدیس آبابا (سفارت)
- گابن
  - لیبرویل (سفارت)
- غنا
  - آکرا (سفارت)
- گینه بیسائو
  - بیسائو (سفارت)
- لیبریا
  - مونروویا (سفارت)
- لیبی
  - طرابلس (سفارت)[۱]
- ساحل عاج
  - آبیجان (سفارت)
- مالی
  - باماکو (سفارت)
- مراکش
  - رباط (مراکش) (سفارت)
- نیجریه
  - آبوجا (سفارت)
- سنگال
  - داکار (سفارت)
- سیرالئون
  - فری‌تاون (سفارت)
- آفریقای جنوبی
  - پرتوریا (سفارت)

## آمریکا
- برزیل
  - برازیلیا (سفارت)
- کانادا
  - اتاوا (سفارت)
- کوبا
  - هاوانا (سفارت)
- ایالات متحده آمریکا
  - واشینگتن، دی.سی. (سفارت)

## آسیا
- چین
  - پکن (سفارت)
- هند
  - دهلی نو (سفارت)
- ایران
  - تهران (سفارت)
- ژاپن
  - توکیو (سفارت)[۲]
- مالزی
  - کوالا لامپور (سفارت)
- عربستان سعودی
  - ریاض (سفارت)
  - جده (سرکنسولگری)
- ترکیه
  - آنکارا (سفارت)
- امارات متحده عربی
  - ابوظبی (سفارت)

## اروپا
- بلژیک
  - بروکسل (سفارت)
- فرانسه
  - پاریس (سفارت)
- آلمان
  - برلین (سفارت)
- سریر مقدس
  - رم (سفارت)[note ۱]
- ایتالیا
  - رم (سفارت)
- روسیه
  - مسکو (سفارت)
- صربستان
  - بلگراد (سفارت)
- اسپانیا
  - مادرید (سفارت)
- سوئیس
  - ژنو (سفارت)
- بریتانیا
  - لندن (سفارت)

## سازمان‌های چندجانبه
- سازمان ملل متحد
  - نیویورک (نمایندگی در سازمان ملل متحد)

## نگارخانه

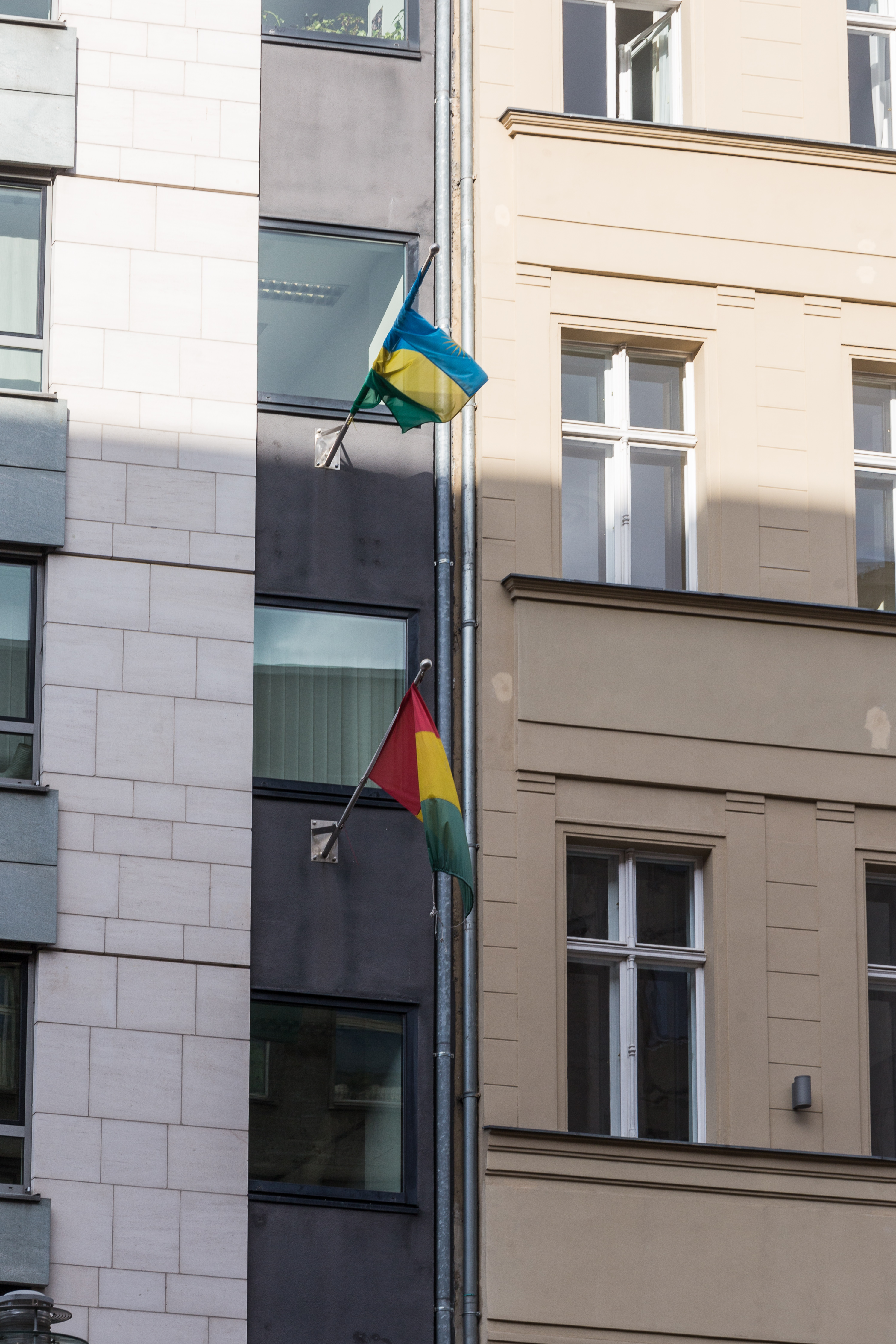
سفارت‌خانهٔ گینه در برلین
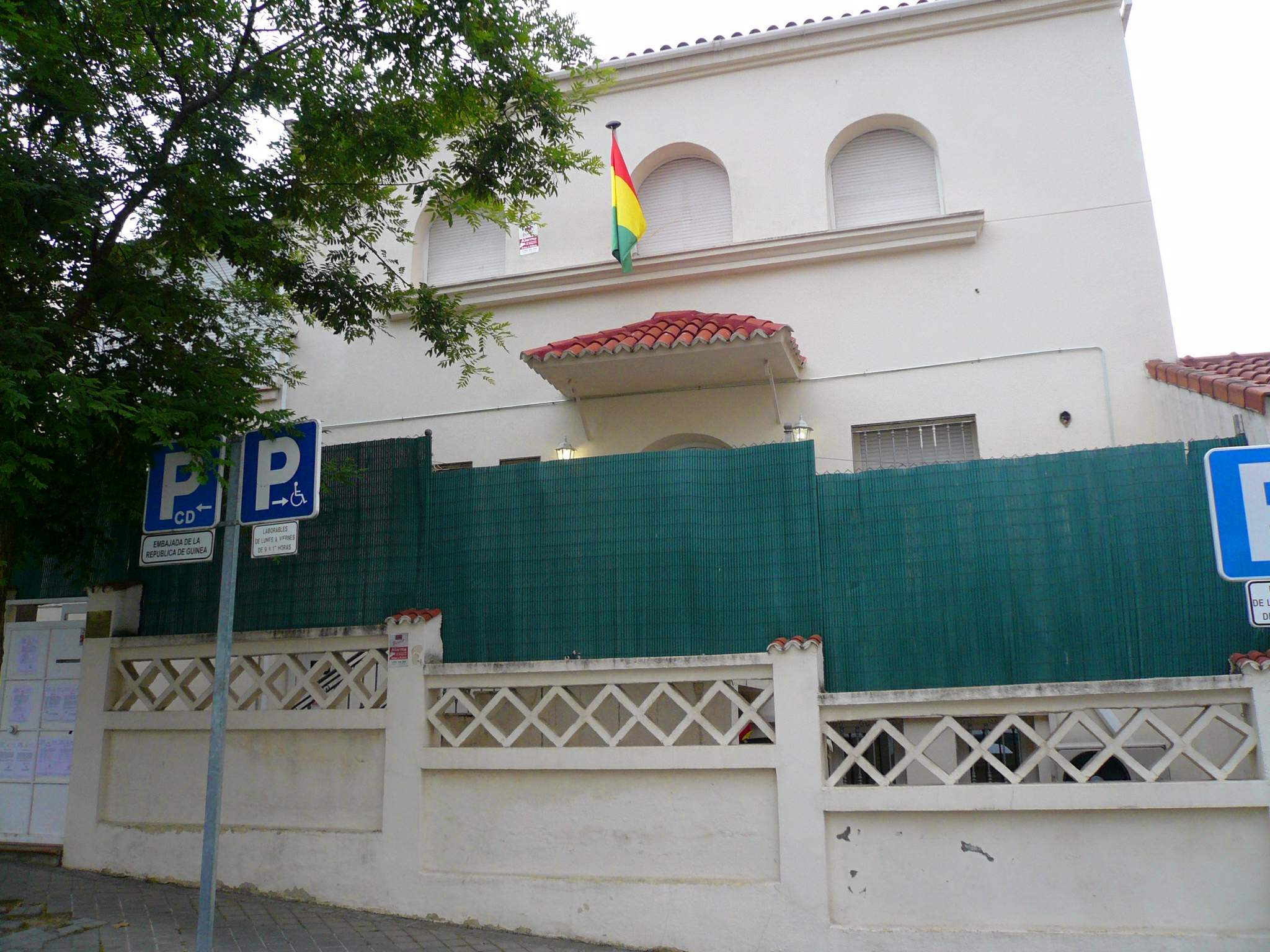
سفارت‌خانهٔ گینه در مادرید
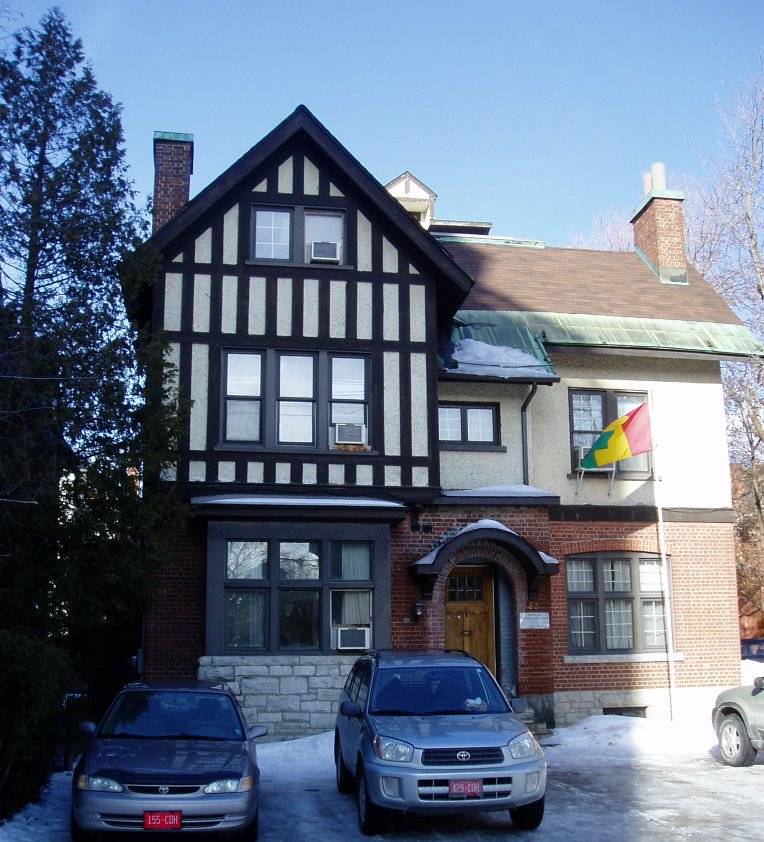
سفارت‌خانهٔ گینه در اتاوا
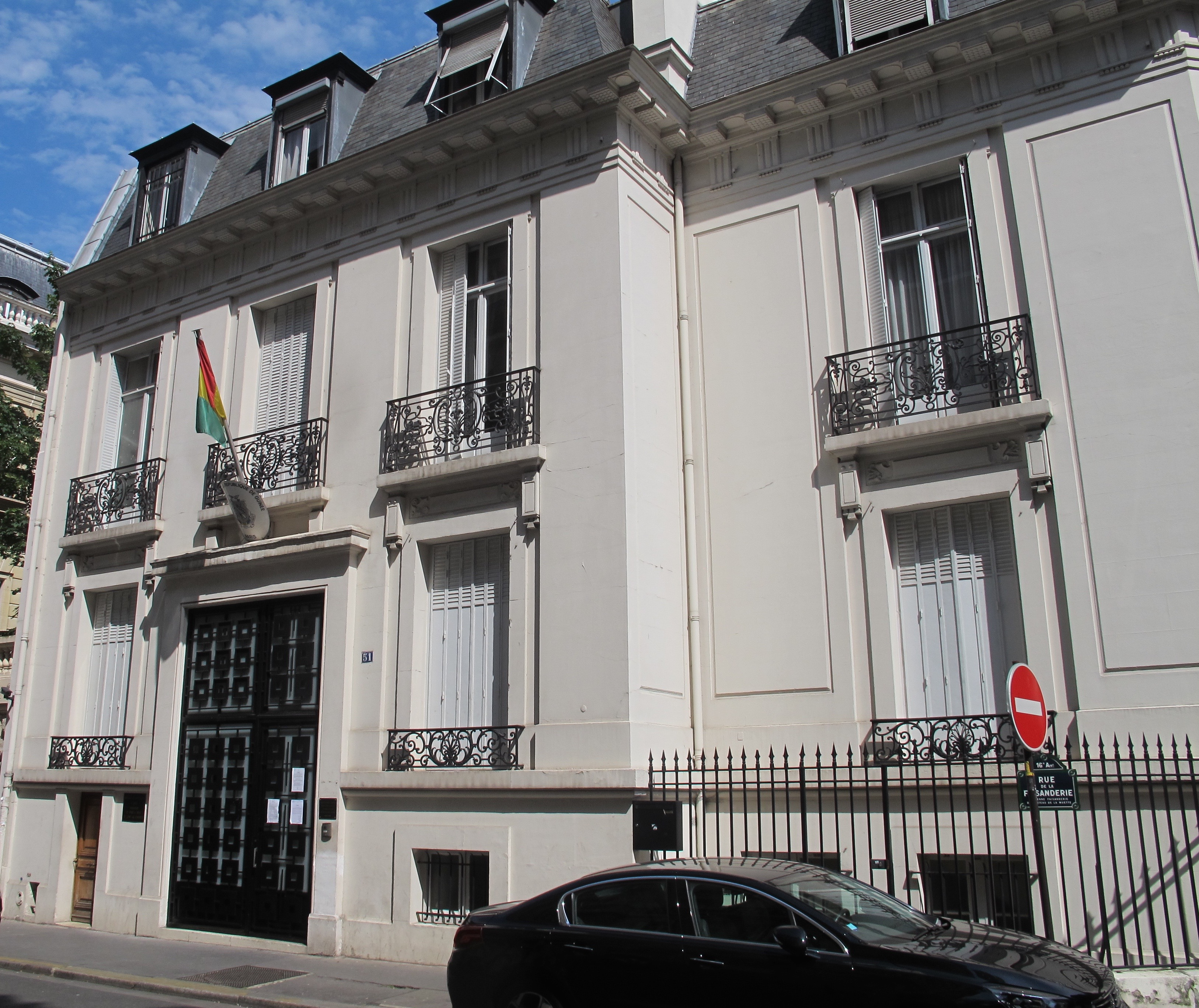
سفارت‌خانهٔ گینه در پاریس
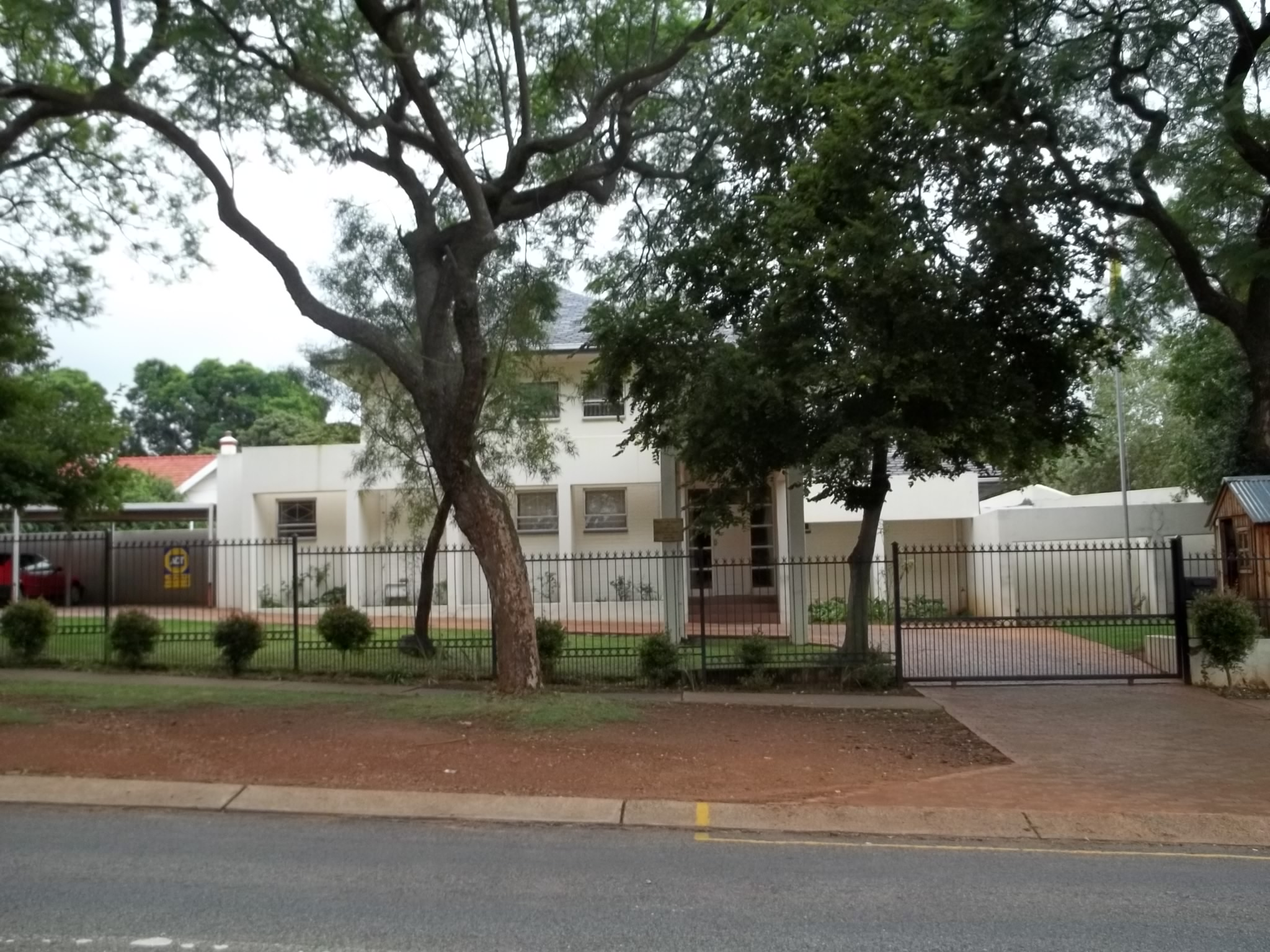
سفارت‌خانهٔ گینه در پرتوریا
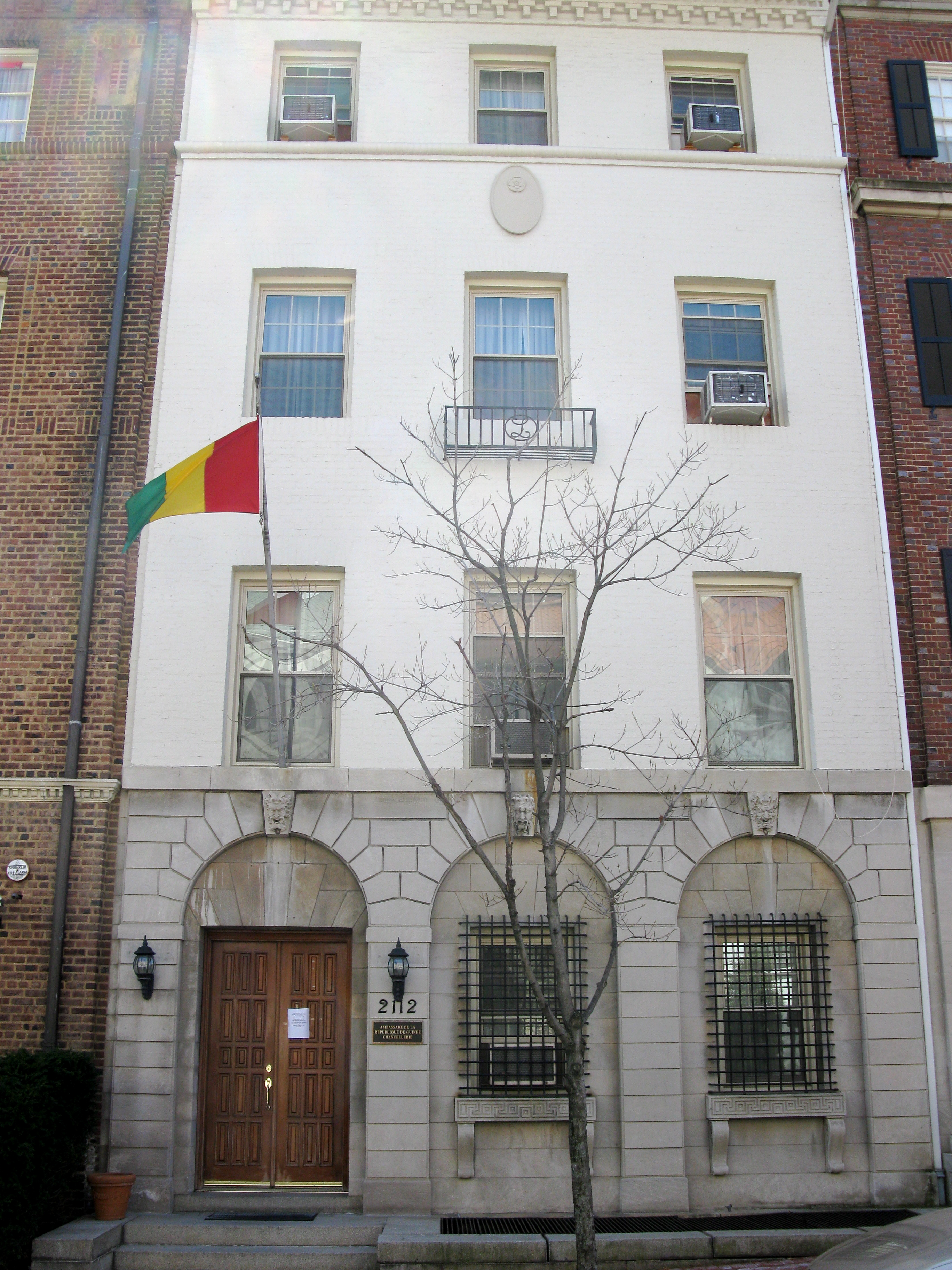
سفارت‌خانهٔ گینه در واشینگتن، دی.سی.

## سفارت‌خانه‌های غیر مقیم
1. کامرون (آبوجا)
2. جمهوری آفریقای مرکزی (آبوجا)
3. اندونزی (کوالا لامپور)
4. قزاقستان (مسکو)
5. کنیا (آدیس آبابا)
6. فیلیپین (توکیو)
7. کره جنوبی (توکیو)
8. تایلند (کوالا لامپور)
9. تانزانیا (آدیس آبابا)
10. تونس (الجزیره)
11. یمن (ریاض)